# Campionati africani di atletica leggera 2016 - Marcia 20 km maschile
La marcia 20 km maschile ai Campionati africani di atletica leggera di Durban 2016 si è svolta il 26 giugno 2016 al Kings Park Stadium.

## Programma
| Data           | Ora | Turno  |
| -------------- | --- | ------ |
| 26 giugno 2016 |     | Finale |

## Risultati
| Class   | Atleta                | Nazione   | Tempo   | Note                                     |
| ------- | --------------------- | --------- | ------- | ---------------------------------------- |
| Oro     | Samuel Ireri Gathimba | Kenya     | 1:19:24 | Record dei campionati · Record nazionale |
| Argento | Hassanine Sebei       | Tunisia   | 1:20:51 |                                          |
| Bronzo  | Lebogang Shange       | Sudafrica | 1:21:41 |                                          |
| 4       | Wayne Snyman          | Sudafrica | 1:22:20 |                                          |
| 5       | Simon Wachira         | Kenya     | 1:23:26 |                                          |
| 6       | Hatem Ghoula          | Tunisia   | 1:25:54 |                                          |
| 7       | Mohamed Ameur         | Algeria   | 1:26:17 |                                          |
| 8       | Mohamed Saleh         | Egitto    | 1:26:23 |                                          |
| 9       | Hichem Medjeber       | Algeria   | 1:27:39 |                                          |
| 10      | Yohanis Algaw         | Etiopia   | 1:27:52 |                                          |
| 11      | Jérome Caprice        | Mauritius | 1:34:00 |                                          |
| 12      | Marc Mundell          | Sudafrica | 1:44:55 |                                          |
| dq      | Birara Alem           | Etiopia   | dq      |                                          |
| dns     | Yonas Ayele           | Etiopia   | dns     |                                          |